# Amin Salam

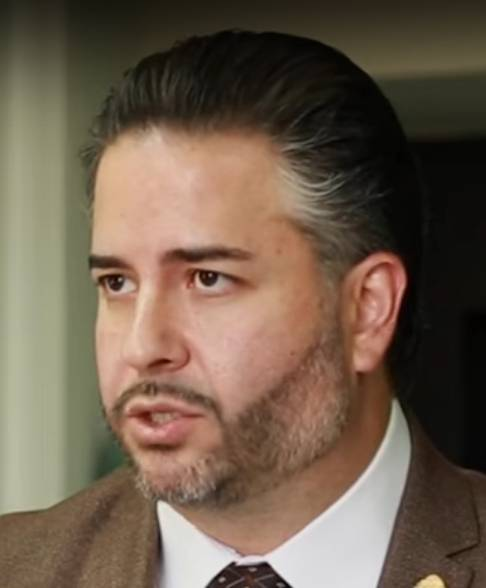
Amin Salam

Amin Salam (arabisch أمين سلام, DMG Amīn Salām; * um 1970) ist ein libanesischer Jurist. Seit September 2021 ist er Wirtschaftsminister in der Regierung Nadschib Miqati.
Salam studierte Jura an der George Washington University, um nach seinem Abschluss bei der internationalen Rechtsanwaltssozietät Shearman & Sterling zu arbeiten. 2011 holte ihn Gouverneur Martin O’Malley in die Kommission für Middle Eastern American Affairs am State Department. Zuletzt war er Vizepräsident der US-arabischen Handelskammer (NUSAAC) für den Bereich Geschäftsentwicklung. Salam gehört der sunnitischen Bevölkerungsgruppe an.